# Alfred Van Roy
Alfred Van Roy (Steenhuffel, 7 mei 1913 - aldaar, 23 januari 2009), was als bierbrouwer actief in de Brouwerij Palm te Steenhuffel, de voormalige gemeente waar hij ook burgemeester was.
Hij werd geboren als zoon van Arthur Van Roy (1870 - 1952) en Henriette De Mesmaecker (1870 - 1915). Zijn vader was een telg uit een brouwersfamilie uit Wieze en zijn moeder was een afstammelinge van de stichter van Brouwerij De Hoorn uit Steenhuffel.

## 80 jaar actief
Alfred Van Roy maakte als kind nog de Eerste Wereldoorlog mee, de periode waarin de familiebrouwerij De Hoorn volledig werd verwoest door de Duitsers. Terwijl zijn moeder reeds stierf in 1915, begon vader Arhur na de oorlog onmiddellijk met de wederopbouw van het bedrijf.
Na zijn opleiding gaat Alfred reeds in 1928 aan de slag in de brouwerij. In 1958 is het lot hem gunstig bij het toewijzen van een standplaats op de Expo 58, daardoor krijgt zijn Palmbier grote bekendheid bij de bezoekers maar ook in de media. In zoverre dat hij in 1975 de bedrijfsnaam Brouwerij De Hoorn laat vallen voor Brouwerij Palm. Naar de naam van het hoge gistingsbier zelf, die in gebruik was sinds 1929.
Hij huwde twee maal binnen een familie van brouwers. Zijn eerste echtgenote was Marguerite D'Hollander, dochter van een brouwer uit Moerzeke. Zijn tweede echtgenote was Aline Verleyen een kleindochter uit brouwerij Roman uit Mater. Omdat hij zelf geen kinderen had gaf hij de leiding van het bedrijf in 1974 door aan Jan Toye, een neef van zijn tweede echtgenote.
In 2008 werd hij niet alleen omwille van zijn 95-jarig leeftijd gevierd. Hij was ook 80 jaar actief binnen het bedrijf, waarvan hij bijna de gehele geschiedenis zelf had meegemaakt.

## Diepensteyn
Alfred Van Roy en zijn familie hadden eveneens oog voor het cultureel erfgoed. Vanaf de jaren 90 werd het domein en kasteel Diepensteyn aangekocht en heropgebouwd. Naast de gebouwen die werden ingericht voor de horeca kwam er ook een stoeterij. Het fokken van het Belgisch trekpaard staat er centraal. Diepensteyn gaf ook zijn naam aan de holding boven Brouwerij Palm.
Het was trouwens een verre voorvader van Alfred die in 1625 molenaar was op het kasteel Diepensteyn.